# Mariage en Écosse
En Écosse, les traditions entourant le mariage s'inscrivent dans la continuité des coutumes du reste de l'Europe. Certaines dispositions légales et les traditions propres à l'Écosse le singularisent toutefois. En 2007, on a compté 29 866 mariages en Écosse, contre 29 898 l'année précédente.

## Fiançailles
Lors des fiançailles, l'homme offre une bague à la femme. Si les futurs fiancés achètent désormais souvent la bague ensemble, il n'en reste pas moins que la femme est celle qui choisit et l'homme celui qui paye, dans la tradition du cadeau. 
Particulièrement dans la région de Glasgow, la bague est parfois gravée des initiales du couple et de la date des fiançailles ; quelle que soit la région, les bagues de diamant sont les plus offertes. La bague de fiançailles est portée au quatrième doigt de la main gauche, à la place de l'alliance à venir. Depuis les années 1970, des bagues de fiançailles destinées à être portées par les hommes, les signet rings, sont apparues ; le couple achète alors deux bagues. Le fait de mettre la bague pour la première fois est considéré comme le début des fiançailles ; les futurs fiancés choisissent souvent d'être seuls pour ce moment. 
Une soirée simple à laquelle assistent la famille et les amis proches du couple est ensuite tenue ; les convives trinquent alors à la santé des fiancés et leur offrent souvent des cadeaux. Si ces derniers sont traditionnellement mineurs, ils peuvent également être de valeur, mais sont dans tous les cas destinés à l'établissement du futur ménage. Un gâteau, préfigurant le gâteau du mariage, est souvent préparé.

## Modalités du mariage

### Cadre légal
La  loi date de 1977, avec le Marriage (Scotland) Act 1977, et fut amendée en 2002 avec le Marriage (Scotland) Act 2002.
La loi prévoit tout d'abord une clause de résidence. Si l'un des deux futurs époux est soumis au contrôle de l'immigration, le mariage ne peut avoir lieu que dans un register office désigné par les autorités migratoires.
La nubilité est de 16 ans. Le mariage ne peut avoir lieu qu'entre deux personnes de sexe différent, non mariées à une autre personne au jour de la cérémonie.
La loi interdit formellement les unions suivantes :
- entre un ancêtre et un descendant ;
- entre frère et sœur ;
- entre oncle/tante et neveu/nièce ;
- entre un parent adoptif et un enfant adoptif.

D'autres types d'union sont interdits, excepté sous certaines circonstances :
- descendant ou ancêtre d'un ancien conjoint ;
- ancien conjoint d'un descendant ou d'un ancêtre.

Depuis le 1er février 2005, les personnes n'ayant pas la nationalité britannique, ne résidant pas en Écosse, et n'étant pas des ressortissants d'un pays de l'Union européenne doivent être en possession d'un visa avant leur voyage. Sans visa, la cérémonie ne peut être célébrée. Si une personne résidant au Royaume-Uni mais n'étant pas membre de l'Union Européenne désire se marier sur le territoire britannique, elle doit demander un certificate of approval auprès du Home Secretary (ministère de l'Intérieur).

### Mariage civil

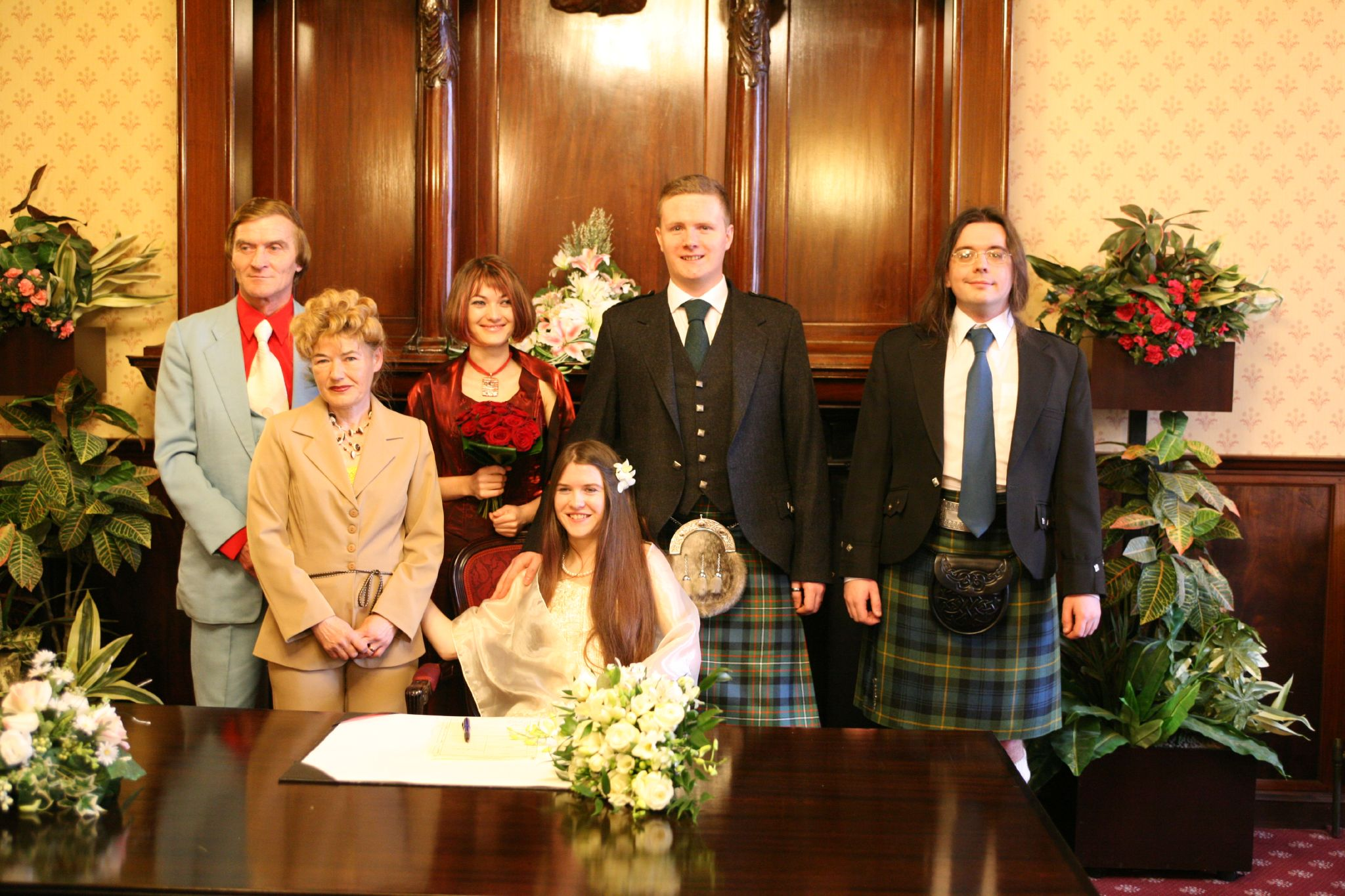
Photographie d'un mariage civil écossais ; le marié et son témoin portent le kilt.

Le mariage civil existe en Écosse depuis la deuxième moitié du XIVe siècle. Actuellement, le mariage civil cohabite avec le mariage religieux. Le mariage civil est célébré par l'équivalent d'un officier d'État civil (district registrar), qui peut recevoir les objections de parties tierces avant la cérémonie. Le délai maximal entre le dépôt de la demande et la célébration du mariage est de trois mois, et au minimum de quatorze jours.
Avant 1929, la majorité matrimoniale était de 12 ans pour les femmes et 14 ans pour les hommes ; les mineurs n'avaient pas besoin de l'accord de leur responsable légal afin de se marier. Tout mariage célébré en Écosse étant reconnu valide dans le reste du Royaume-Uni, de nombreuses unions ont ainsi été réalisées, particulièrement au XIXe siècle.

### Mariage religieux
Le mariage religieux peut être célébré par un prêtre, un pasteur, ou tout représentant d'une religion reconnu apte à célébrer un mariage par la loi de 1977. Dans tous les cas, la signature d'un acte de mariage est impérative, mais la célébration religieuse dispense de la célébration civile.

## Coutumes et traditions

### Traditions propres à l'Écosse
Civile ou religieuse, la cérémonie de mariage comporte en Écosse certaines caractéristiques traditionnelles. Le marié et les hommes présents portent la tenue traditionnelle écossaise, composée d'un kilt et ses accessoires et d'une courte veste noire ; un brin de bruyère blanche porte-bonheur, parfois orné d'un ruban de tartan, est fréquemment accroché au revers de la veste. La mariée, elle, porte la robe blanche habituelle en Occident.
Parmi les traditions entourant le mariage figure le lavage des pieds de la future mariée. L'alliance d'une femme mariée est placée dans l'eau ; la première des femmes célibataires qui lave ses pieds à trouver l'alliance est dite être la suivante à se marier. La tradition du first foot (litt. « premier pied ») concerne la première personne que rencontre la mariée sur le chemin de l'église ; la mariée doit lui offrir une pièce et un verre de whisky. Après la cérémonie, le père de la mariée coupe parfois un ruban barrant la porte de l'église et symbolisant le fait de donner sa liberté à sa fille. Toujours à la sortie de l'église, le nouveau marié peut jeter des pièces aux enfants présents afin d'assurer la bonne fortune de son mariage. Un joueur de cornemuse joue en l'honneur des mariés au sortir de l'église ou du bureau du district registrar ; il pourra également jouer à la réception. Lors de celle-ci, le marié enlève souvent la jarretière, habituellement bleue, de sa nouvelle épouse et la lance aux hommes célibataires rassemblés ; celui qui attrapera la jarretière est pensé être le suivant à se marier.

## Divorce
Le divorce, en Écosse, est régi par le Divorce (Scotland) Act 1976.
Les motifs de divorce reconnus par la loi sont les suivants :
- depuis le mariage, l'autre époux a eu une liaison adultère ;
- depuis le mariage, l'autre époux a eu une conduite rendant la cohabitation impossible avec le plaignant ;
- l'autre époux a volontairement, et sans cause raisonnable, quitté le plaignant et, pendant une période continue de deux ans après son départ :
  - les deux parties n'ont plus cohabité, et
  - le plaignant n'a pas refusé une offre sincère et raisonnable faite par le défenseur ;
- il n'y a eu absolument aucune cohabitation entre les parties sur une période ininterrompue de deux ans après le mariage et précédant immédiatement la procédure de divorce, auquel l'autre époux consent ;
- il n'y a eu absolument aucune cohabitation entre les parties sur une période ininterrompue de cinq ans après le mariage et précédant immédiatement la procédure de divorce.